# Maggie Smith
Dame Margaret Natalie Smith CH DBE (28 tháng 12 năm 1934 – 27 tháng 9 năm 2024) được biết đến là một trong những diễn viên ưu tú của Anh. Bà xuất hiện lần đầu tiên trên sân khấu kịch vào năm 1952 và từ đó đã có một sự nghiệp diễn xuất đồ sộ trên cả sân khấu, điện ảnh và truyền hình trong suốt 60 năm. Smith đã nhận được nhiều rất giải thưởng, trong đó có bảy giải thưởng Hàn lâm Anh quốc, hai giải Oscar, ba giải Quả cầu vàng, ba giải Emmy và một giải Tony. Bà còn là một trong số ít những nữ diễn viên nhận được cả ba giải thưởng diễn xuất danh giá: Oscar, Emmy và Tony.
Những bộ phim được đánh giá cao của bà bao gồm Othello (1965), The Prime of Miss Jean Brodie (1969), Travels with My Aunt (1972), California Suite (1978), Clash of the Titans (1981), A Room with a View (1985) và Gosford Park (2001). Bà cũng xuất hiện trong một số phim nổi tiếng như Hook (1991), hai phần của phim Sister Act cũng như loạt phim Harry Potter với vai Giáo sư Minerva McGonagall. Hiện Smith đang thủ vai chính Violet Crawley trong bộ phim Downton Abbey, bà đã nhận được một giải Quả cầu vàng và hai giải Emmy liên tiếp cho vai diễn này.
Tháng 9 năm 2012, bà đã được tôn vinh bằng giải thưởng Di sản tại liên hoan Stratford Shakespeare ở khách sạn Fairmont Royal York.

## Tiểu sử
Margaret Natalie Smith được sinh ra tại Ilford, Essex, là con gái của Margaret Smith (nhũ danh Hutton), một thư ký quê ở Glasgow, và Nathaniel Smith, một nhà bệnh lý học làm việc tại trường Đại học Oxford quê ở Newcastle upon Tyne. Bà có hai người anh trai sinh đôi, Alistair và Ian. Smith theo học tại trường Trung học Oxford.

## Sự nghiệp
Năm 1952, được sự giới thiệu của Oxford University Dramatic Society, Smith bắt đầu sự nghiệp của mình với vai diễn Viola tại nhà hát Oxford, sau đó tham gia bộ phim đầu tay vào năm 1956. Vai diễn chuyên nghiệp đầu tiên trên sâu khấu Broadway của bà nằm trong vở New Faces of '56. Smith làm việc tại nhà hát Hoàng gia trong những năm 1960, đáng chú ý nhất là vai Desdemona trong vở Othello, và nhận được đề cử Oscar đầu tiên cho vai diễn của mình trong bộ phim cùng tên năm 1965.
Bà xuất hiện cùng Ronnie Barker tại nhà hát Oxford trong nhiều vở kịch như The Housemaster.
Năm 1969, Smith nhận được giải Oscar cho nữ diễn viên chính xuất sắc nhất với vai diễn một giáo viên người Scotland trong bộ phim The Prime of Miss Jean Brodie, cũng như giải Oscar cho nữ diễn viên phụ xuất sắc nhất với vai diễn Diana Barry trong bộ phim California Suite. Bà cũng cùng Michael Palin xuất hiện trong các bộ phim The Missionary và A Private Function.
Smith tham gia Sister Act vào năm 1992 và thủ vai chính trong Tea with Mussolini vào năm 1999 với vai Lady Hester.
Những vai diễn đáng chú ý khác của Smith bao gồm vai Charlotte Bartlett trong bộ phim A Room with a View do hãng Merchant Ivory sản xuất, vai Nữ công tước York trong bộ phim Richard III của Ian McKellen và vai Lila Fisher trong bộ phim Love and Pain and the Whole Damn Thing năm 1973. Nhờ sự thành công toàn cầu của loạt phim Harry Potter, bà được biết đến một cách rộng rãi với vai Giáo sư Minerva McGonagall. Trước đó bà đã từng cùng Daniel Radcliffe xuất hiện trong bộ phim David Copperfield của BBC. Smith cũng thủ vai Wendy trong bộ phim Hook về Peter Pan, và vai bà Medlock trong bộ phim The Secret Garden.
Năm 2010, bà bắt đầu tham gia phim truyền hình Downton Abbey trong vai Violet Crawley. Với vai diễn này, bà nhận được hai giải Emmy cũng như đề cử thứ chín của mình cho giải Quả cầu vàng ở hạng mục nữ diễn viên phụ trong phim truyền hình xuất sắc nhất vào năm 2012. Năm 2013, bà đã chiến thắng ở hạng mục này.
Bà đã xuất hiện trong rất nhiều vở kịch tại liên hoan Stratford Shakespeare ở Stratford, Ontario từ năm 1976 đến năm 1980, bao gồm vai nữ hoàng Elizabeth trong vở Richard III, Cleopatra, Lady Macbeth, Virginia Woolf trong vở Virginia cũng như đóng cùng Brian Bedford trong những vở kịch như Private Lives của Noël Coward, Tháng 9 năm 2012, Smith nhận được giải thưởng Di sản danh giá của liên hoan Stratford Shakespeare cho sự nghiệp của mình.
Trên sân khấu Broadway, Smith xuất hiện trong những vở kịch như The Lady in the Van và Private Lives. Bà nhận được giải Tony cho nữ diễn viên kịch xuất sắc nhất vào năm 1990 với vai một hướng dẫn viên du lịch lập dị trong vở Lettice and Lovage của Peter Shaffer. Năm 2007, bà tham gia vở The Lady from Dubuque của Edward Albee tại nhà hát Royal Haymarket.
Năm 1954, Smith xuất hiện trong chương trình truyền hình Oxford Accents của BBC do Ned Sherrin sản xuất. Bà đóng nhiều vai trong vở New Faces of 1956 tại nhà hát Ethel Barrymore từ ngày 14 tháng 6 đến ngày 22 tháng 12 năm 1956. Smith cũng tham gia vở nhạc kịch hài Share My Lettuce được dựa trên cuốn sách của Bamber Gascoigne, công diễn tại Lyric Hammersmith vào ngày 21 tháng 8 năm 1957. Sau đó vở kịch được chuyển đến nhà hát Comedy vào ngày 25 tháng 9 năm 1957 và nhà hát Garrick vào ngày 27 tháng 1 năm 1958. Các màn biểu diễn của Smith trong vở kịch này bao gồm Love's Cocktail (solo), On Train He'll Come (solo), Party Games (solo), Bubble Man (cùng với Kenneth Williams) và Menu (cùng với Kenneth Williams). Một trong những sự biểu dương đầu tiên dành cho diễn xuất của bà là đề cử giải Gương mặt mới triển vọng nhất của Viện Hàn lâm Nghệ thuật Điện ảnh và Truyền hình Anh quốc (bộ phim Nowhere To Go năm 1958). Ở Hollywood, bà được đề cử giải Quả cầu vàng cho Ngôi sao mới của năm (hạng mục nữ diễn viên) vào năm 1964 với vai diễn của mình trong bộ phim The V.I.P.s.

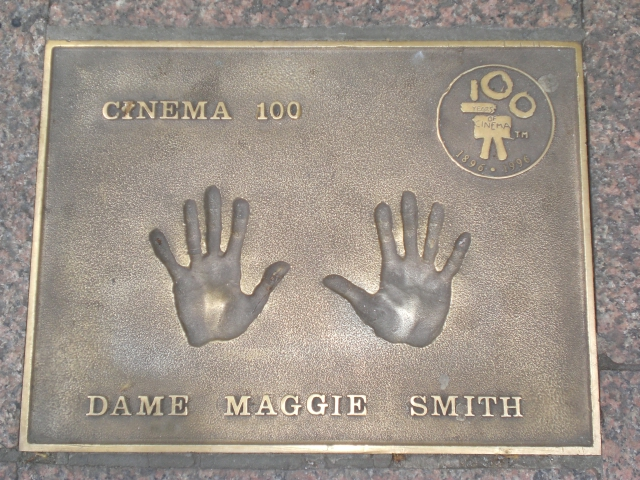
Dấu tay của Smith tại quảng trường Leicester

Năm 2012, Smith thủ vai chính Muriel trong bộ phim hài The Best Exotic Marigold Hotel, cũng như vai Jean Horton trong phim Quartet.
Smith nhận được bằng Tiến sĩ Văn học danh dự của trường Đại học Bath. cũng như hai bằng danh dự khác của trường Đại học St. Andrews vào năm 1971 và trường Đại học Cambridge vào năm 1995.
Năm 1999, Smith nhận được giải thưởng William Shakespeare do Shakespeare Theatre Company trao tặng tại Washington, DC.

## Đời tư
Smith đã kết hôn hai lần. Bà kết hôn với diễn viên Robert Stephens vào ngày 29 tháng 6 năm 1967 tại Greenwich, 10 ngày sau khi đứa con đầu lòng của họ được sinh ra. Họ có với nhau hai người con trai, Chris Larkin (sinh năm 1967) và Toby Stephens (sinh năm 1969), sau đó ly hôn vào ngày 6 tháng 5 năm 1974.
Bà kết hôn với nhà soạn kịch Beverley Cross vào ngày 23 tháng 8 năm 1975 tại Guildford; ông qua đời vào ngày 20 tháng 8 năm 1998.
Năm 2007, tờ Sunday Telegraph cho biết rằng Smith được chẩn đoán là đã mắc bệnh ung thư vú, nhưng sau đó bà đã bình phục hoàn toàn.
Smith cũng đã tham gia vào nhiều hoạt động từ thiện. Tháng 9 năm 2011, bà hỗ trợ quyên góp 4.6 triệu đô la Mỹ để xây dựng lại nhà hát Court ở New Zealand sau vụ động đất Christchurch năm 2011. Tháng 7 năm 2012, bà trở thành người bảo trợ cho Hiệp hội Bệnh tăng nhãn áp Quốc tế với mong muốn hỗ trợ tổ chức này cũng như tăng nhận thức thức về bệnh tăng nhãn áp. Ngày 27 tháng 11 năm 2012, Smith quyên góp một bức tranh vẽ bàn tay của mình cho cuộc đấu giá Celebrity Paw năm 2012 để gây quỹ cho Cats Protection.
Smith qua đời tại Luân Đôn, vào ngày 27 tháng 9 năm 2024, thọ 89 tuổi.

## Danh sách vai diễn

### Điện ảnh và truyền hình
| Năm  | Tên phim                                 | Vai diễn                   | Ghi chú |
| ---- | ---------------------------------------- | -------------------------- | --- |
| 1958 | Nowhere to Go                            | Bridget Howard             | Được đề cử — Giải BAFTA cho Gương mặt mới |
| 1962 | Go to Blazes                             | Chantal                    | |
| 1963 | The V.I.P.s                              | Cô Mead                    | Được đề cử — Giải Quả cầu vàng cho ngôi sao nữ mới trong năm |
| 1964 | The Pumpkin Eater                        | Philpot                    | |
| 1965 | Othello                                  | Desdemona                  | Được đề cử — Giải Oscar cho nữ diễn viên phụ xuất sắc nhất Được đề cử — Giải Quả cầu vàng cho nữ diễn viên phim chính kịch xuất sắc nhất |
| 1965 | Young Cassidy                            | Nora                       | Được đề cử — Giải BAFTA cho nữ diễn viên chính xuất sắc nhất |
| 1967 | The Honey Pot                            | Sarah Watkins              | |
| 1968 | Man and Superman                         | Ann Whitefield             | Vở kịch của tháng trên BBC |
| 1968 | Hot Millions                             | Patty Terwilliger Smith    | |
| 1968 | The Seagull                              | Irina Arkadina             | Vở kịch của tháng trên BBC |
| 1969 | The Prime of Miss Jean Brodie            | Jean Brodie                | Giải Oscar cho nữ diễn viên chính xuất sắc nhất Giải BAFTA cho nữ diễn viên chính xuất sắc nhất Được đề cử — Giải Quả cầu vàng cho nữ diễn viên phim chính kịch xuất sắc nhất Được đề cử — Giải National Society of Film Critics cho nữ diễn viên chính xuất sắc nhất (xếp thứ ba) |
| 1969 | Oh! What a Lovely War                    | Ngôi sao của Music Hall    | Được đề cử — Giải National Society of Film Critics cho nữ diễn viên chính xuất sắc nhất (xếp thứ ba) |
| 1972 | The Merchant of Venice                   | Portia                     | Vở kịch của tháng trên BBC |
| 1972 | The Millionairess                        | Epifania                   | Vở kịch của tháng trên BBC |
| 1972 | Travels with My Aunt                     | Aunt Augusta               | Được đề cử — Giải Oscar cho nữ diễn viên chính xuất sắc nhất Được đề cử — Giải Quả cầu vàng cho nữ diễn viên phim ca nhạc hoặc phim hài xuất sắc nhất |
| 1973 | Love and Pain and the Whole Damn Thing   | Lila Fisher                | |
| 1974 | The Carol Burnett Show                   | Gwendylspire Boughgrough   | |
| 1975 | The Carol Burnett Show                   | Ms. Collins                | |
| 1976 | Murder by Death                          | Dora Charleston            | |
| 1978 | Death on the Nile                        | Cô Bowers                  | Được đề cử — Giải BAFTA cho nữ diễn viên phụ xuất sắc nhất |
| 1978 | California Suite                         | Diana Barrie               | Giải Oscar cho nữ diễn viên phụ xuất sắc nhất Giải Evening Standard British Film cho nữ diễn viên chính xuất sắc nhất Giải Quả cầu vàng cho nữ diễn viên phim ca nhạc hoặc phim hài xuất sắc nhất Giải Kansas City Film Critics Circle cho nữ diễn viên phụ xuất sắc nhất Được đề cử — Giải BAFTA cho nữ diễn viên chính xuất sắc nhất Được đề cử — Giải của Hội phê bình phim New York cho nữ diễn viên phụ xuất sắc nhất (xếp thứ hai) |
| 1981 | Quartet                                  | Lois Heidler               | Giải Evening Standard British Film cho nữ diễn viên chính xuất sắc nhất Được đề cử — Giải BAFTA cho nữ diễn viên chính xuất sắc nhất |
| 1981 | Clash of the Titans                      | Thetis                     | Được đề cử — Giải Sao Thổ cho nữ diễn viên phụ xuất sắc nhất |
| 1982 | Evil Under the Sun                       | Daphne Castle              | |
| 1982 | The Missionary                           | Lady Isabel Ames           | |
| 1983 | Better Late Than Never                   | Bà Anderson                | |
| 1983 | All for Love                             | Bà Silly                   | Phim truyền hình (1 tập) Được đề cử — Giải British Academy Television cho nữ diễn viên chính xuất sắc nhất |
| 1984 | A Private Function                       | Joyce Chilvers             | Giải BAFTA cho nữ diễn viên chính xuất sắc nhất |
| 1984 | Lily in Love                             | Lily Wynn                  | |
| 1985 | A Room with a View                       | Charlotte Bartlett         | Giải BAFTA cho nữ diễn viên chính xuất sắc nhất Giải Quả cầu vàng cho nữ diễn viên điện ảnh phụ xuất sắc nhất Giải Kansas City Film Critics Circle cho nữ diễn viên phụ xuất sắc nhất Được đề cử — Giải Oscar cho nữ diễn viên phụ xuất sắc nhất |
| 1987 | The Lonely Passion of Judith Hearne      | Judith Hearne              | Giải BAFTA cho nữ diễn viên chính xuất sắc nhất Giải Evening Standard British Film cho nữ diễn viên phụ xuất sắc nhất |
| 1988 | Talking Heads: A Bed Among the Lentils   | Susan                      | Phim truyền hình (1 tập) Giải RTS Television cho nữ diễn viên chính xuất sắc nhất Được đề cử — Giải British Academy Television cho nữ diễn viên chính xuất sắc nhất |
| 1991 | Hook                                     | Wendy Darling              | |
| 1992 | Sister Act                               | Reverend Mother            | Được đề cử — Giải American Comedy cho nữ diễn viên phụ hài hước nhất |
| 1992 | Memento Mori                             | Mrs. Mabel Pettigrew       | Phim truyền hình Được đề cử — Giải British Academy Television cho nữ diễn viên chính xuất sắc nhất |
| 1993 | Suddenly, Last Summer                    | Violet Venable             | Phim truyền hình Được đề cử — Giải Emmy cho nữ diễn viên chính xuất sắc nhất |
| 1993 | Sister Act 2: Back in the Habit          | Reverend Mother            | |
| 1993 | The Secret Garden                        | Bà Medlock                 | Được đề cử — Giải BAFTA cho nữ diễn viên phụ xuất sắc nhất |
| 1995 | Richard III                              | Duchess of York            | |
| 1996 | The First Wives Club                     | Gunilla Garson Goldberg    | Giải National Board of Review cho dàn diễn viên xuất sắc nhất |
| 1997 | Washington Square                        | Aunt Lavinia Penniman      | Được đề cử — Giải Chlotrudis cho nữ diễn viên phụ xuất sắc nhất |
| 1999 | Curtain Call                             | Lily Gale                  | |
| 1999 | The Last September                       | Lady Myra Naylor           | |
| 1999 | Tea with Mussolini                       | Lady Hester Random         | Giải BAFTA cho nữ diễn viên phụ xuất sắc nhất |
| 1999 | All the King's Men                       | Nữ hoàng Alexandra         | |
| 1999 | David Copperfield                        | Betsey Trotwood            | Phim truyền hình Được đề cử — Giải British Academy Television cho nữ diễn viên chính xuất sắc nhất Được đề cử — Giải Emmy cho nữ diễn viên phụ xuất sắc nhất |
| 2001 | Gosford Park                             | Constance                  | Giải Broadcast Film Critics Association cho dàn diễn viên xuất sắc nhất Giải Florida Film Critics Circle cho dàn diễn viên xuất sắc nhất Giải Kansas City Film Critics Circle cho nữ diễn viên phụ xuất sắc nhất Giải Online Film Critics Society cho dàn diễn viên xuất sắc nhất Giải Satellite cho dàn diễn viên phim chính kịch xuất sắc nhất Giải Satellite cho nữ diễn viên phim chính kịch xuất sắc nhất Giải Screen Actors Guild cho dàn diễn viên phim chính kịch xuất sắc Giải Southeastern Film Critics Association cho nữ diễn viên phụ xuất sắc nhất Được đề cử — Giải Oscar cho nữ diễn viên phụ xuất sắc nhất Được đề cử — Giải BAFTA cho nữ diễn viên phụ xuất sắc nhất Được đề cử — Giải của Hiệp hội phê bình phim Chicago cho nữ diễn viên phụ xuất sắc nhất Được đề cử — Giải của Hiệp hội phê bình phim Dallas-Fort Worth cho nữ diễn viên phụ xuất sắc nhất Được đề cử — Giải European Film cho nữ diễn viên xuất sắc nhất Được đề cử — Giải Quả cầu vàng cho nữ diễn viên điện ảnh phụ xuất sắc nhất Được đề cử — Giải của Hội phê bình phim New York cho nữ diễn viên phụ xuất sắc nhất (xếp thứ hai) Được đề cử — Giải Online Film Critics Society cho nữ diễn viên phụ xuất sắc nhất Được đề cử — Giải Phoenix Film Critics Society cho nữ diễn viên phụ xuất sắc nhất Được đề cử — Phoenix Film Critics Society Award for Best Cast Được đề cử — Giải San Diego Film Critics Society cho nữ diễn viên phụ xuất sắc nhất (xếp thứ hai) |
| 2001 | Harry Potter và Hòn đá Phù thủy          | Giáo sư Minerva McGonagall | Được đề cử — Giải Sao Thổ cho nữ diễn viên phụ xuất sắc nhất |
| 2002 | Harry Potter và Phòng chứa Bí mật        | Giáo sư Minerva McGonagall | Được đề cử — Giải Phoenix Film Critics Society cho dàn diễn viên xuất sắc nhất |
| 2002 | Divine Secrets of the Ya-Ya Sisterhood   | Caro Eliza Bennett         | |
| 2003 | My House in Umbria                       | Emily Delahunty            | Phim truyền hình Giải Emmy cho nữ diễn viên chính xuất sắc nhất Được đề cử — Giải Quả cầu vàng cho nữ diễn viên chính trong phim truyền hình xuất sắc nhất Được đề cử — Giải Satellite Award cho nữ diễn viên chính trong phim truyền hình xuất sắc nhất |
| 2004 | Harry Potter và tên tù nhân ngục Azkaban | Giáo sư Minerva McGonagall | |
| 2004 | Ladies in Lavender                       | Janet Widdington           | Được đề cử — Giải European Film cho diễn viên chính xuất sắc nhất |
| 2005 | Keeping Mum                              | Grace Hawkins              | |
| 2005 | Harry Harry Potter và Chiếc cốc lửa      | Giáo sư Minerva McGonagall | |
| 2007 | Harry Potter và Hội Phượng Hoàng         | Giáo sư Minerva McGonagall | |
| 2007 | Becoming Jane                            | Lady Gresham               | |
| 2007 | Capturing Mary                           | Mary Gilbert               | Phim truyền hình Được đề cử — Giải Broadcasting Press Guild cho nữ diễn viên chính xuất sắc nhất Được đề cử — Giải Emmy cho nữ diễn viên chính xuất sắc nhất |
| 2007 | Rush Hour 3                              | The nun                    | |
| 2009 | Harry Potter và Hoàng tử lai             | Giáo sư Minerva McGonagall | |
| 2009 | From Time to Time                        | Linnet Oldknow             | |
| 2010 | Nanny McPhee and the Big Bang            | Bà Docherty                | |
| 2010 | Downton Abbey                            | Violet Crawley             | Phim truyền hình (25 tập: 2010-nay) Giải Emmy cho nữ diễn viên phụ xuất sắc nhất (2012) Giải Quả cầu vàng cho nữ diễn viên phụ trong phim truyền hình xuất sắc nhất (2012) Giải Satellite Award cho nữ diễn viên phụ trong truyền hình xuất sắc nhất (2012) Giải Screen Actors Guild cho dàn diễn viên xuất sắc nhất (2012) Giải Emmy cho nữ diễn viên phụ xuất sắc nhất (2011) Giải TV Times cho nữ diễn viên xuất sắc nhất (2011) Được đề cử — Giải British Academy Television cho nữ diễn viên phụ xuất sắc nhất (2012) Được đề cử — Giải Screen Actors Guild cho nữ diễn viên phim truyền hình xuất sắc nhất (2012) Được đề cử — Giải Broadcasting Press Guild cho nữ diễn viên xuất sắc nhất (2011) Được đề cử — Giải Quả cầu vàng cho nữ diễn viên phụ trong phim truyền hình xuất sắc nhất (2011) Được đề cử — Giải Liên hoan phim truyền hình Monte-Carlo cho nữ diễn viên xuất sắc nhất (2011) Được đề cử — Giải Satellite cho nữ diễn viên phụ trong phim truyền hình xuất sắc nhất (2011) Được đề cử — Giải Screen Actors Guild cho nữ diễn viên phụ trong phim truyền hình xuất sắc nhất (2011) |
| 2011 | Gnomeo & Juliet                          | Lady Bluebury              | |
| 2011 | Harry Potter và Bảo bối Tử thần – Phần 2 | Giáo sư Minerva McGonagall | |
| 2012 | The Best Exotic Marigold Hotel           | Muriel Donnelly            | Giải Women Film Critics Circle cho nữ diễn viên hài xuất hài sắc nhất Giải Women Film Critics Circle cho dàn diễn viên xuất sắc nhất Được đề cử — Giải British Independent Film cho nữ diễn viên phụ xuất sắc nhất Được đề cử — Giải Broadcast Film Critics Association cho dàn diễn viên xuất sắc nhất Được đề cử — Giải Screen Actors Guild cho dàn diễn viên xuất sắc nhất Được đề cử — Giải Screen Actors Guild cho nữ diễn viên phụ xuất sắc nhất |
| 2012 | Quartet                                  | Jean Horton                | Được đề cử — Giải Quả cầu vàng cho nữ diễn viên phim ca nhạc hoặc phim hài xuất sắc nhất |
| 2014 | My Old Lady                              | Mathilde Girard            | |
| 2015 | The Second Best Exotic Marigold Hotel    | Muriel Donnelly            | |
| 2015 | The Lady In The Van                      | Miss Shepherd              | |

### Sân khấu kịch
| - Twelfth Night, nhà hát Oxford, 1952 - He Who Gets Slapped, Clarendon Press Institute, 1952 - Cinderella, nhà hát Oxford, 1952 - Rookery Nook, nhà hát Oxford, 1953 - The Housemaster, nhà hát Oxford, 1953 - Cakes and Ale, Festival Edinburgh, 1953 - The Love of Four Colonels, nhà hát Oxford, 1953 - The Ortolan, Maxton Hall, 1954 - Don't Listen Ladies, nhà hát Oxford, 1954 - The Government Inspector, nhà hát Oxford, 1954 - The Letter, nhà hát Oxford, 1954 - A Man About The House, nhà hát Oxford, 1954 - On the Mile, Festival Edinburgh, 1954 - Oxford Accents, Nhà hát New Watergate, London, 1954 - Theatre 1900, nhà hát Oxford, 1954 - Listen to the Wind, nhà hát Oxford, 1954 - The Magistrate, nhà hát Oxford, 1955 - The School For Scandal, nhà hát Oxford, 1955 - New Faces of '56, nhà hát Ethel Barrymore, New York, 1956 - Share My Lettuce, Nhà hát Lyric Hammersmith và Comedy, 1957 - The Stepmother, nhà hát St. Martin, 1958 - The Double Dealer, Old Vic, 1959 - As You Like It, Old Vic, 1959 - Richard II, Old Vic, 1959 - The Merry Wives of Windsor, Old Vic, 1959 - What Every Woman Knows, Old Vic, 1960 - Rhinoceros, nhà hát Strand, 1960 - Strip the Willow, lưu diễn ở Anh, 1960 - The Rehearsal, nhà hát Bristol Old Vic và Globe, 1961 - The Private Ear và The Public Eye, nhà hát Globe, 1962 - Mary, Mary, nhà hát Queen, 1963 - The Recruiting Officer, nhà hát Hoàng gia/Old Vic, 1963 - Othello, nhà hát Hoàng gia/Old Vic, 1964 - The Master Builder, nhà hát Hoàng gia/Old Vic, 1964 - Hay Fever, nhà hát Hoàng gia/Old Vic, 1964 - Much Ado About Nothing, nhà hát Hoàng gia/Old Vic, 1965 - Trelawney of the Wells, nhà hát Hoàng gia/Old Vic, 1965 - Miss Julie, nhà hát Hoàng gia/Old Vic, 1966 - Black Comedy, nhà hát Hoàng gia/Old Vic, 1966 - A Bond Honoured, nhà hát Hoàng gia/Old Vic, 1966 | - The Country Wife, nhà hát Chichester Festival, 1969 - The Beaux Stratagem, nhà hát Hoàng gia/Old Vic and Ahmanson Theatre, Los Angeles, 1970 - Hedda Gabler, nhà hát Hoàng gia/Cambridge Theatre, 1970 - Design For Living, nhà hát Ahmanson, Los Angeles, 1971 - Private Lives, nhà hát Queen, 1972 - Peter Pan, London Coliseum, 1973 - Snap, nhà hát Vaudeville, 1974 - Private Lives, lưu diễn ở Mỹ và nhà hát 46th Street, New York, 1975 [đề cử giải Tony] - The Way of the World, Stratford, Canada, 1976 - Antony and Cleopatra, Stratford, Canada, 1976 - Three Sisters, Stratford, Canada, 1976 - The Guardsman, Stratford, Canada và nhà hát Ahmanson, Los Angeles, 1976 - A Midsummer Night's Dream, Stratford, Canada và nhà hát Ahmanson, Los Angeles, 1977 - Richard III, Stratford, Canada, 1977 - As You Like It, Stratford, Canada, 1977 - Hay Fever, Stratford, Canada, 1977 - Macbeth, Stratford, Canada, 1978 - Private Lives, Stratford, Canada, 1978 - Night and Day, nhà hát Phoenix, Washington D.C. và nhà hát ANTA, New York, 1979 [đề cử giải Tony] - Much Ado About Nothing, Stratford, Canada, 1980 - The Seagull, Stratford, Canada, 1980 - Virginia, Stratford, Canada, 1980 và nhà hát Royal Haymarket, 1981 - The Way of the World, nhà hát Chichester Festival và Royal Haymarket, 1984 - The Interpreters, nhà hát Queen, 1985 - The Infernal Machine, Lyric Hammersmith, 1986 - Coming Into Land, nhà hát Hoàng gia/Lyttelton, 1987 - Lettice and Lovage, nhà hát Globe, 1987 - Lettice and Lovage, nhà hát Ethel Barrymore, New York, 1990 [giải Tony] - The Importance of Being Earnest, Aldwych Theatre, 1993 - Three Tall Women, nhà hát Wyndham, 1994 và 1995 - Talking Heads, nhà hát Chichester Festival và nhà hát Comedy, 1996 - A Delicate Balance, nhà hát Royal Haymarket, 1997 - The Lady in the Van, nhà hát Queen, 1999 - The Breath of Life, nhà hát Royal Haymarket, 2002 - Talking Heads, lưu diễn ở Úc, 2004 - The Lady From Dubuque, nhà hát Royal Haymarket, 2007 |